# How Great Thou Art (álbum de Willie Nelson)
How Great Thou Art es el cuadragesimooctavo álbum de estudio del músico estadounidense Willie Nelson publicado por la compañía discográfica Fine Arts Records el 1 de enero de 1997. El álbum incluye clásicos del género gospel interpretados únicamente con guitarra y piano, así como dos nuevas composiciones de Nelson.

## Lista de canciones
1. "How Great Thou Art" - 3:51
2. "Swing Low, Sweet Chariot" - 4:12
3. "It Is No Secret (What God Can Do)" - 5:17
4. "Kneel at the Feet of Jesus" - 2:34
5. "Just as I Am" - 3:40
6. "Just a Closer Walk With Thee" - 6:59
7. "Farther Along" - 5:21
8. "What a Friend We Have in Jesus" - 3:19
9. "In the Garden" - 5:05

## Personal
- Willie Nelson - voz y guitarra acústica.
- Jon Blondell - bajo.
- Bobbie Nelson - piano.